# Amédée Borrel
Amédée Borrel (ur. 1 sierpnia 1867 w Cazouls-lès-Béziers, zm. 15 września 1936 tamże) – francuski biolog i wirusolog. Od jego nazwiska pochodzi nazwa choroby borelioza oraz rodzaju bakterii Borrelia (m.in. Borrelia burgdorferi i Borrelia recurrentis).
Ukończył studia medyczne na Uniwersytecie Montpellier roku 1890.
W latach 1892–1895 pracował w laboratorium Ilji Miecznikowa w paryskim Instytucie Pasteura. Prowadził tam między innymi badania nad gruźlicą, a w roku 1894 rozpoczął, wraz z Alexandrem Yersinem i Albertem Calmette'em, pracę nad szczepionką przeciw dżumie i dymienicy. Rezultaty badań opublikowali w pracy pod tytułem Le microbe de la peste à bubons.
Amédée Borrel jest uważany za prekursora badań nad wirusowymi czynnikami powstawania nowotworów. W czasie trwania I wojny światowej opracował jeden z pierwszych modeli maski przeciwgazowej.